# ژن خدا
ژن خدا یک فرضیه است که یک ژن با نام ترابرندهٔ ویزیکولی مونوآمین۲ ( VMAT2 ) موجب مستعد شدن انسان به سمت امور روحانی و عرفانی می‌شود. این ایده توسط یک متخصص ژنتیک با نام دین هیمر بیان شده‌است. ژن خدا یک فرضیه بر اساس ترکیبی از رفتار ژنتیک و مطالعات روانی و زیست‌شناسی عصب‌هاست.
عمده استدلال فرضیه عبارتند از: (۱) معنویت را می‌توان با روان‌سنجی اندازه‌گیری کرد. (۲) زمینه گرایش به معنویت تا حدی ارثی است. (۳) بخشی از این وراثت را می‌توان به ژن VMAT2 منسوب کرد. (۴) این ژن با تغییر مونوآمین سطوح عمل می‌کند و (۵) افراد معنوی مطلوب انتخاب طبیعی هستند چرا که آنان دارای خوش‌بینی درونی هستند که این تولید اثرات مثبت در هر دو صورت فیزیکی یا روانی در آنها می‌کند.